# Центура
Центура (пол. Centura) сокращенная форма названия британской фирмы англ. the Century European Timber Corporation, производившей в 1924-1929 годах крупные лесозаготовки в 10 лесничествах Беловежской пущи на основании контракта, подписанного между фирмой и правительством II Речи Посполитой.

## История

### Организация фирмы

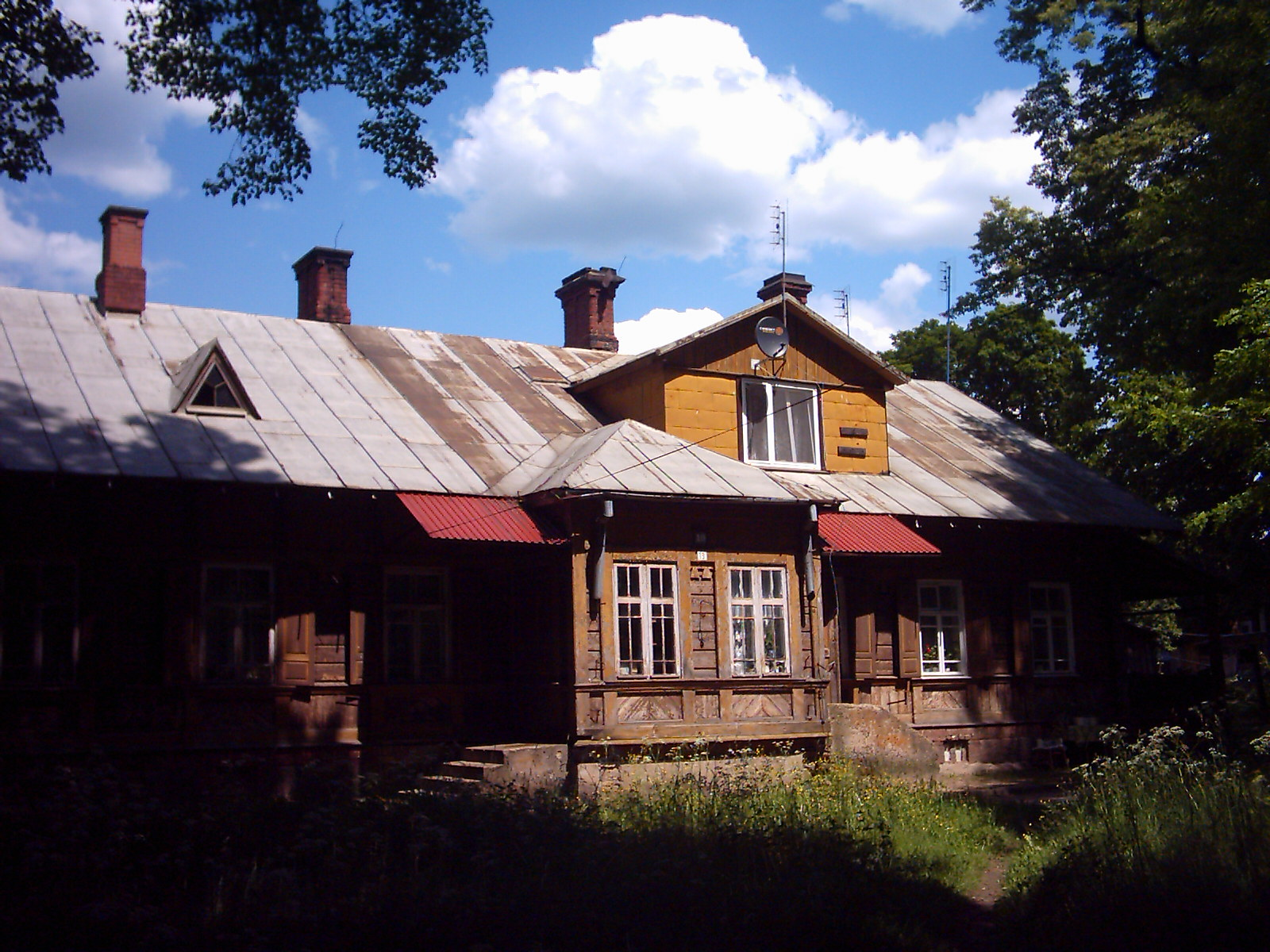
Один из домов рабочего посёлка «Центуры» в Беловеже.

Фирму возглавлял британец по фамилии Белл, который осуществлял руководство из своей резиденции в Беловеже. Фирма отремонтировала Дворец в Беловеже для размещения своих административных служб, которые заняли почти все здание за исключением залов, в которых раньше размещалась царская семья. Два отдела фирмы возглавляли два русских князя. На работу был принят польский переводчик, а также инспектором по труду генерал Булак-Балахович, который организовал и руководил работой военизированных рабочих отрядов. Фирма выкупила участки земли у крестьян Беловежи и построила на них собственный комплекс вилл, который назвали Центура. Несмотря на прием на работу тысяч рабочих из так называемых  балаховцев , бывших солдат армии генерала Булак-Балаховича, а также местных жителей, фирма постоянно испытывала нехватку в рабочей силе. Высокими заработками фирма привлекала рабочих вместе с семьями из дальних районов Польши.

### Деятельность фирмы

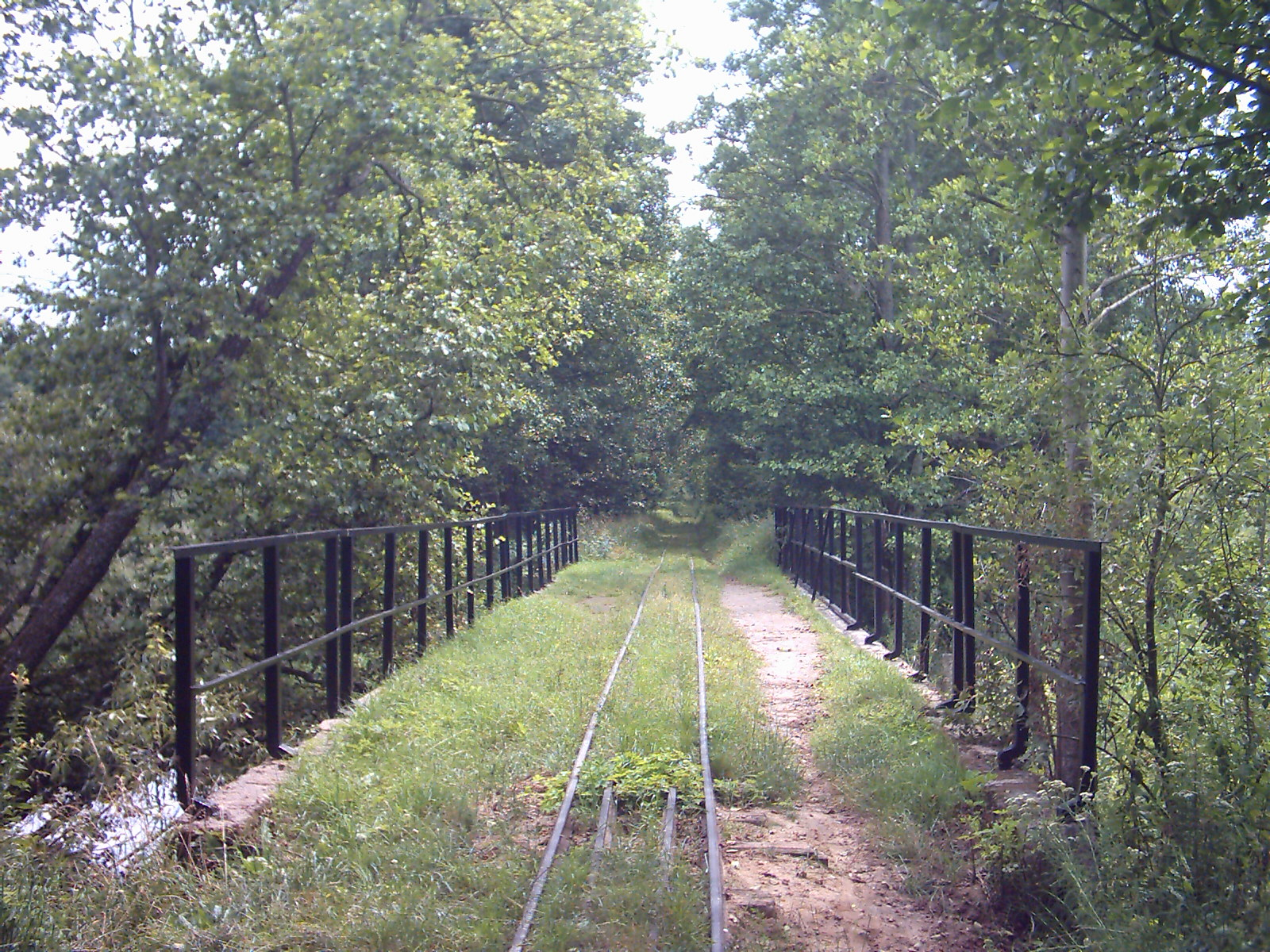
Узкоколейка Хайнувка — Топило, построенная фирмой The Century European Timber Corporation

Фирма на основании десятилетней концессии получила право на заготовку 7.2 млн. м3 древесины вдоль реки Неман, а также в Беловежской пуще 4 млн. м3. За 10 лет общий объем запасов леса мог снизиться до 17 млн. м3, то есть сократиться в два раза по сравнению с уровнем 1916 года. Планировалось вырубить лес на территории 20 тыс. га. Рубили все подряд, оставляли только семенные лесонасаждения и отдельные деревья, как редкие и памятники природы. На вырубленных участках не проводилась лесопосадка. В начале под рубку выделили 2 тыс. га леса. Древесину вывозили узкоколейкой. Были построены новые ветки узкоколейки, например, на Топило, которая действует наряду с еще одной веткой используется и сегодня для перевозки туристов. Увеличен был паровозный парк за счет 22 паровозов типа Tx, которые считались в то время наилучшими. 
С самого начала фирма начала массовую вырубку наиболее ценных деревьев. Лесопосадка не производилась. Пуще грозило почти полное уничтожение. Вдоль веток узкоколейки была полностью уничтожена ценнейшая древесина. После такой вырубки ветки, дешевую древесину и другие отходы не убирали. В 1925 году узкоколейкой было вывезено из пущи свыше 800 тыс. м3 древесины. Ежегодно в Англию вывозились сотни кубометров самой отборной древесины, использовавшейся не только для всевозможных столярных изделий, но и внешней и внутренней отделки морских судов. Подсчитано, что у каждого третьего британского судна старой постройки палуба и обшивка сделаны из леса Беловежской пущи. Менее ценная древесина реализовывалась на польском рынке. Фирма вырубила и вывезла свыше 2,5 млн. м3 древесины, в основном в виде пиломатериалов, которые производили лесопилки фирмы в Грудках около Беловежи и Сточках в Беловеже. Фирме принадлежал в Хайнувке самый крупный лесопильный завод в Польше тех дней. Там возник филиал фирмы с названием англ. Century Timber Company Ltd. пол. Polska Spółka Drzewna Century, который производил пиломатериалы высокого качества, поставлявшиеся на британский рынок.

### Забастовка рабочих
Фирма не занималась улучшением условий труда, заработная плата постоянно снижалась. Рабочие были лишены социального обеспечения. Всё это привело к массовым выступлениям персонала. 1 апреля 1928 года на лесной узкоколейке Центуры в Хайнувке началась всеобщая забастовка, которая закончилась 4 июня повышением зарплат от 5 до 20 %.

### Прекращение контракта
Под нажимом общественного мнения и бастующих рабочих, а также в связи с неисполнением фирмой условий контракта было принято решение о прекращении контракта. 29 мая 1929 года был расторгнут польской стороной в одностороннем порядке с выплатой неустойки в размере 375 тыс. фунтов стерлингов, удержав не уплаченные фирмой налоги.